# D'Artacan i els tres gossos mosqueters
D'Artacan i els tres gossos mosqueters (títol original en castellà: D'Artacán y los tres mosqueperros) és una sèrie de dibuixos animats de 1981 creada per l'empresa japonesa Nippon Animation i l'espanyola BRB Internacional, basada en la novel·la d'Els tres mosqueters d'Alexandre Dumas.
El que cridava més l'atenció de la sèrie era que els seus personatges estaven representats amb l'aparença d'animals, en concret, tenien la forma i l'aspecte de gossos, per això l'adaptació del nom dels personatges (El «ca» de «D'Artacan» és un sinònim de «gos»). Van ser modificats per distanciar-los, en certa manera, dels seus homònims de la novel·la.
Es va estrenar al Japó el 9 d'octubre de 1981 a la cadena MBS. A Espanya es va emetre per primer cop el 9 d'octubre de 1982 i més endavant es va començar a emetre en català el 3 d'agost de 1987 al Circuit Català de TVE-2.
L'èxit de la sèrie va fer que es distribuís en altres països, adaptant el nom de l'heroi (per exemple és Dogtanian, en anglès) per mantenir el joc de paraules, i la va fer mereixedora de diversos premis, entre els quals el TP a la sèrie més popular.

## Argument
El protagonista és D'Artacan, un gos que amb els seus tres amics serveix la monarquia francesa. Està enamorat de la gossa Julieta, la donzella principal de palau, i amb ella descobreix una trama que implica Milady, una gata espia, i el Cardenal Richelieu. Malgrat el seu origen humil, gràcies al seu bon cor i al seu domini de l'espasa, aconsegueix complir els seus somnis: esdevenir un mosqueter respectat i la seva gosseta estimada.
La sèrie té un toc humorístic, propi del públic infantil al qual va dirigida, com per exemple en els combats, plens de gags i caigudes, el nas del gos que es posa vermell quan està emocionat, el caràcter hedonista o exagerat dels gossos mosqueters i els embolics que se succeeixen al llarg dels vint-i-sis episodis.

## Emissió
A Catalunya la sèrie va ser emesa en castellà per TVE1 els dissabtes a les 15.30 hores entre el 9 d'octubre de 1982 i el 9 d'abril de 1983. Aquell mateix any, la sèrie va ser reposada a TVE2 entre el 15 d'agost i el 30 de setembre. Va tornar a emetre's durant gran part de la dècada dels 80 i principis dels 90 tant a TVE com a TVE-2. Més endavant es va estrenar en català el 3 d'agost de 1987 a TVE-2.

## Seqüeles
Hi ha una continuació de la sèrie, produïda el 1990 per BRB Internacional, Thames Television i Wang Film Productions, anomenada El retorno de D'Artacán, on en D'Artacan i la Julieta viuen a París amb els seus fills. Consta de 26 capítols i està basada en l'obra del vescomte de Bragelonne.
Així mateix, gràcies a l'èxit que va obtenir la sèrie, també se'n van crear diverses pel·lícules. La primera, titulada D'Artacán: El largometraje, es tracta simplement de la sèrie dels anys vuitanta resumida en poc més d'una hora. La segona, titulada D'Artacán en uno para todos y todos para uno, és una pel·lícula basada en una altra de les novel·les de Dumas, L'home de la màscara de ferro.

## Pel·lícula
L'agost del 2021, se'n va estrenar una pel·lícula d'animació en CGI per als cinemes amb el nom de D'Artacan i els tres gosqueters, tot i que inicialment s'havia d'estrenar el 2014 coincidint amb l'aniversari. Està produïda per Apolo Films i animada per Cosmos Maya.